# Tuoptekloof
Tuoptekloof (Samisch: Duopteriehppi) is een kloof binnen de Zweedse gemeente Kiruna. Het kloof is gelegen aan de zuidoostzijde van de Salmmeberg en aan de noordwestzijde van de Tuopteberg. Het verval aan de kant van de Salmmeberg bedraagt ongeveer 200 meter binnen 200 meter (van 1400 naar 1200 meter). In de kloof ontstaat door het bergwater de Westelijke Tuopterivier.